# Осиновский сельсовет (Башкортостан)
Осиновский сельсовет — муниципальное образование в Бирском районе Башкортостана.

## История
Согласно «Закону о границах, статусе и административных центрах муниципальных образований в Республике Башкортостан» имеет статус сельского поселения.
Закон Республики Башкортостан от 17 декабря 2004 г. N 125-З «Об изменениях в административно-территориальном устройстве
Республики Башкортостан, изменениях границ и преобразованиях муниципальных образований в Республике Башкортостан», ст. 1, ч. 134 гласит:

134. Изменить границы Емашевского и Сусловского сельсоветов Бирского района согласно представленной схематической карте, передав село Малосухоязово Емашевского сельсовета в состав территории Сусловского сельсовета.

(абзац введен Законом РБ от 29.12.2006 № 404-з)

Объединить Осиновский и Емашевский сельсоветы Бирского района с сохранением наименования Осиновский сельсовет с административным центром в селе Осиновка, исключив Емашевский сельсовет из учетных данных.

## Население
| 2002  | 2009  | 2010  | 2012  | 2013  | 2014  | 2015  |
| ----- | ----- | ----- | ----- | ----- | ----- | ----- |
| 1345  | ↗1514 | ↘1150 | ↘1146 | ↘1117 | ↘1112 | ↘1093 |
| 2016  | 2017  |       |       |       |       |       |
| ↘1053 | ↘1030 |       |       |       |       |       |

## Состав сельского поселения
| № | Населённый пункт | Тип населённого пункта       | Население |
| - | ---------------- | ---------------------------- | --------- |
| 1 | Осиновка         | село, административный центр | ↘980      |
| 2 | Емашево          | село                         | ↘148      |
| 3 | Лежебоково       | село                         | ↘22       |